# Žigon
Žigon este o localitate din comuna Laško, Slovenia, cu o populație de 121 de locuitori.